# Họ Kẹp kìm
Họ Kẹp kìm (danh pháp khoa học là Lucanidae) là một họ bọ cánh cứng có khoảng 1200 loài và gồm 4 phân họ . Một số loài trong họ này có chiều dài hơn 12 cm nhưng phần lớn dài khoảng 5 cm. Một số tên gọi thông dụng của các loài bọ cánh cứng trong họ này là Bọ sừng hươu (vì hàm của con đực có hình dáng như cặp sừng hươu).

## Hình ảnh

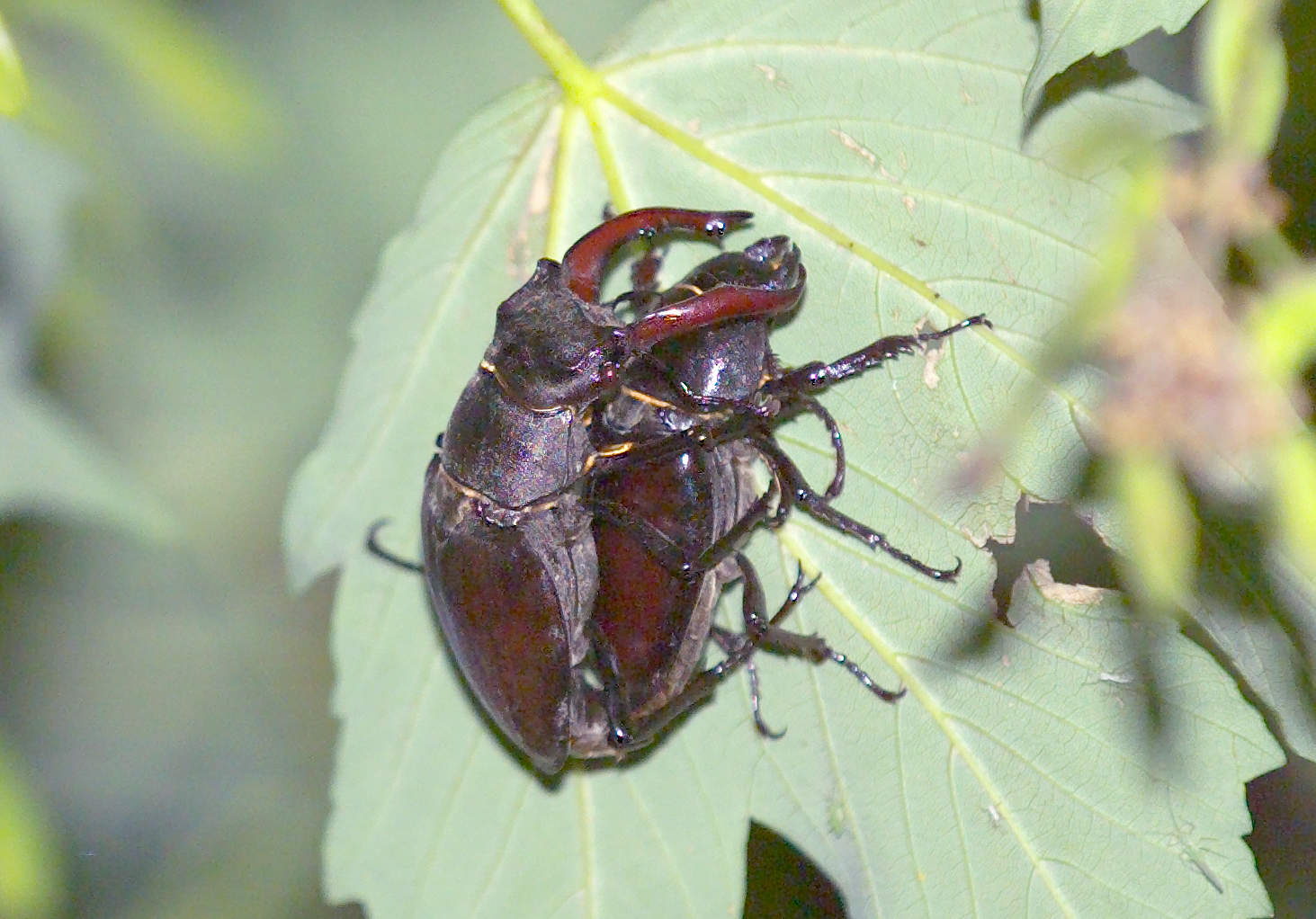
Một cặp giao phối

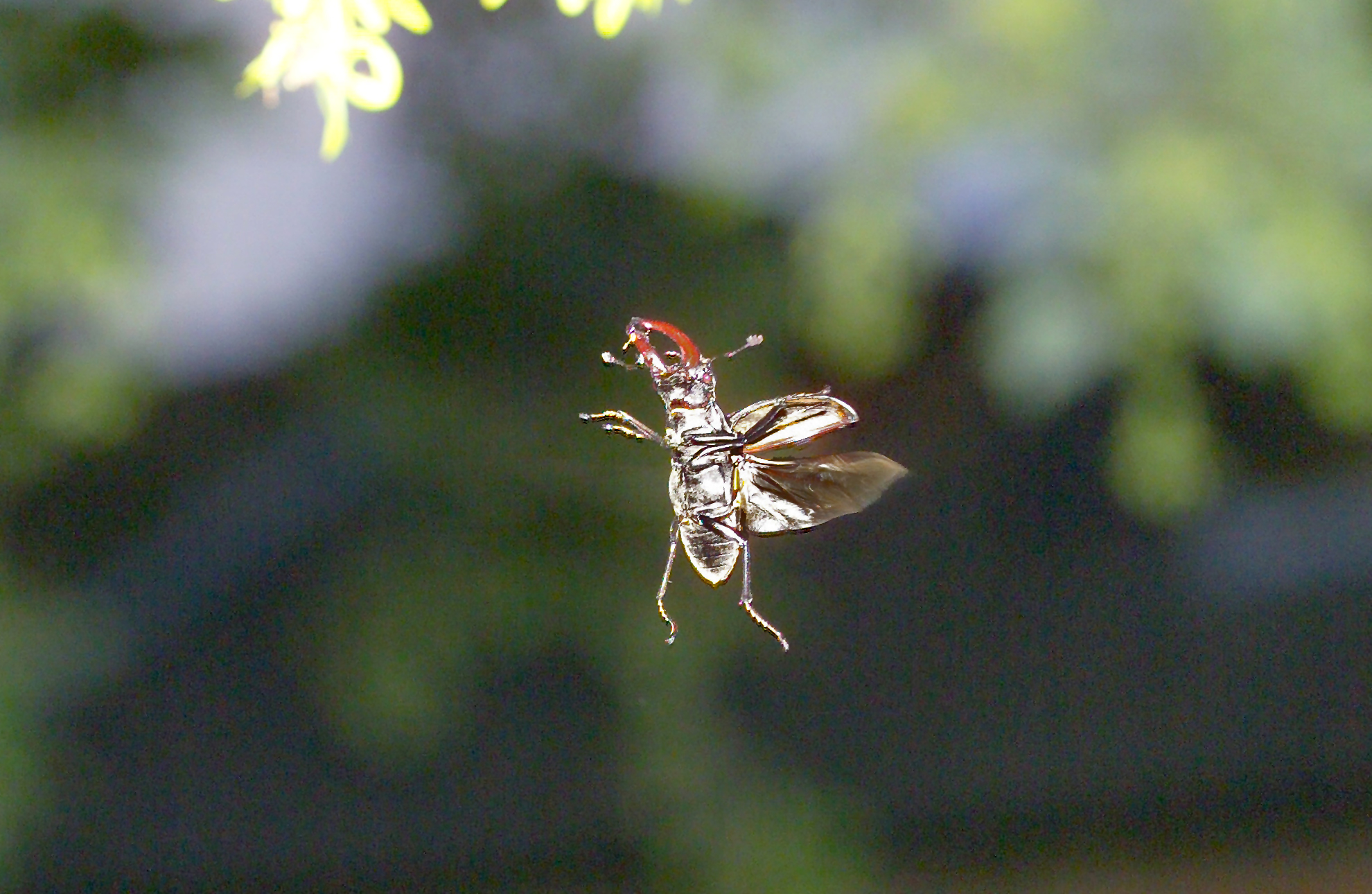
Đang bay

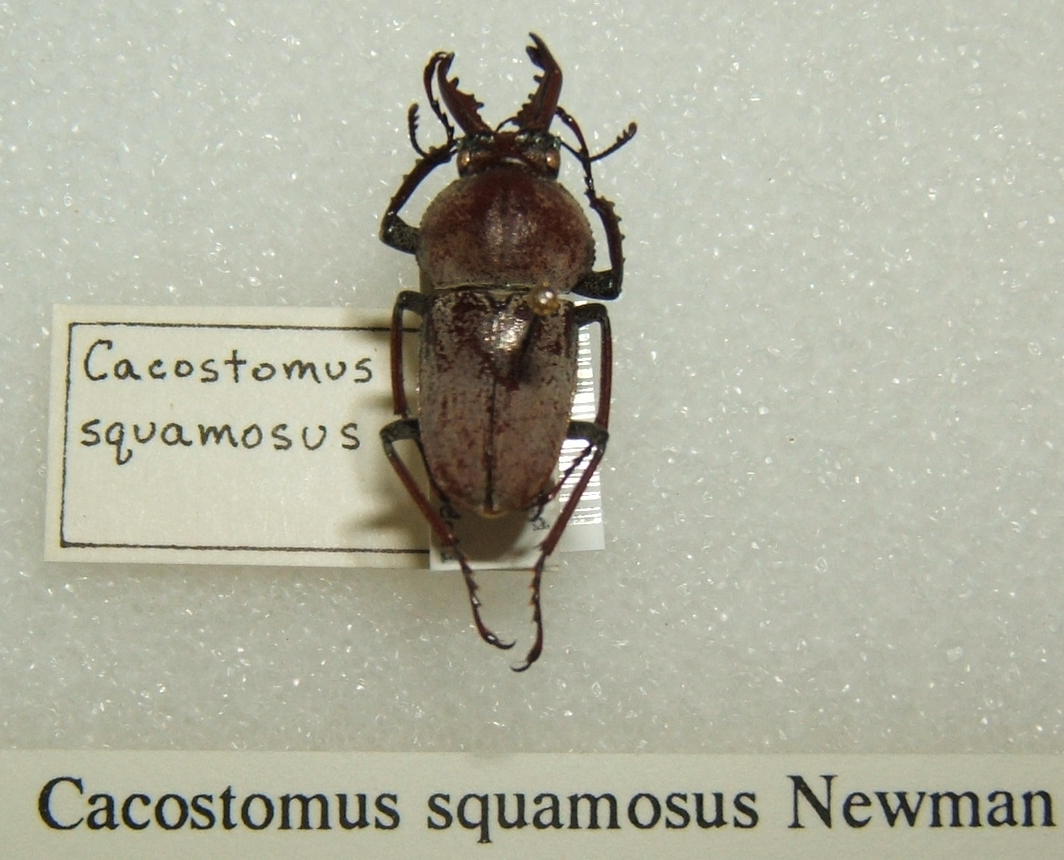
Cacostomus squamosus
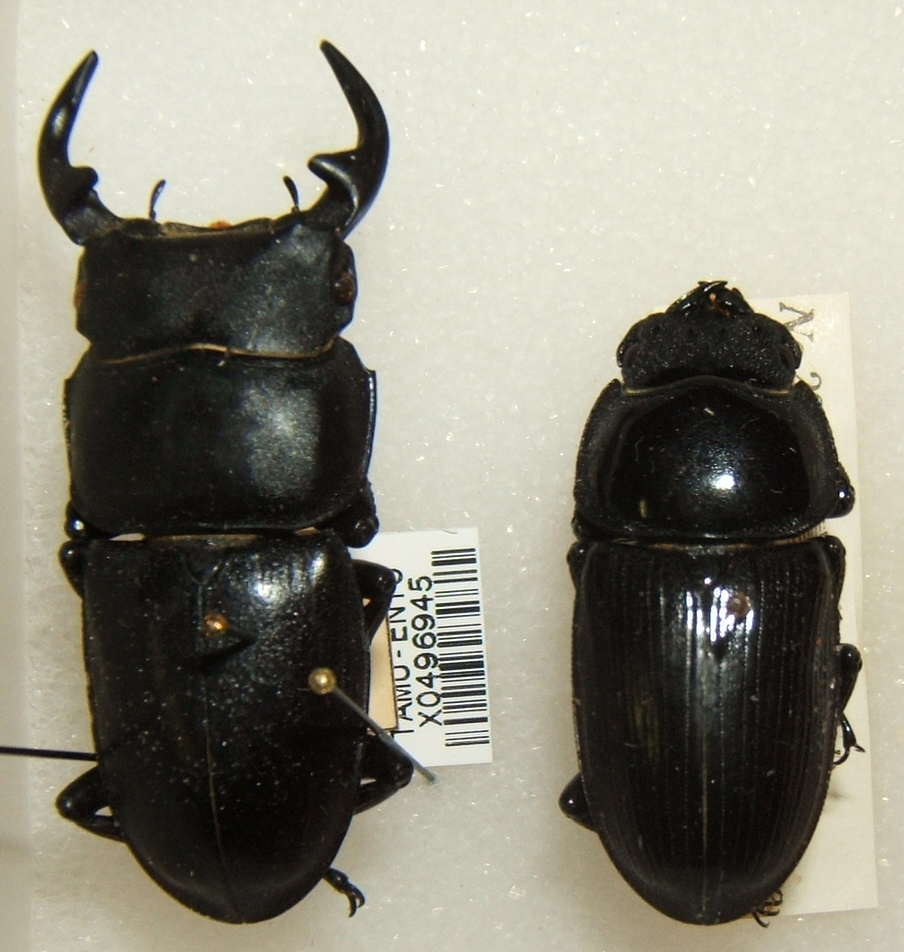
Dorcus curvidens
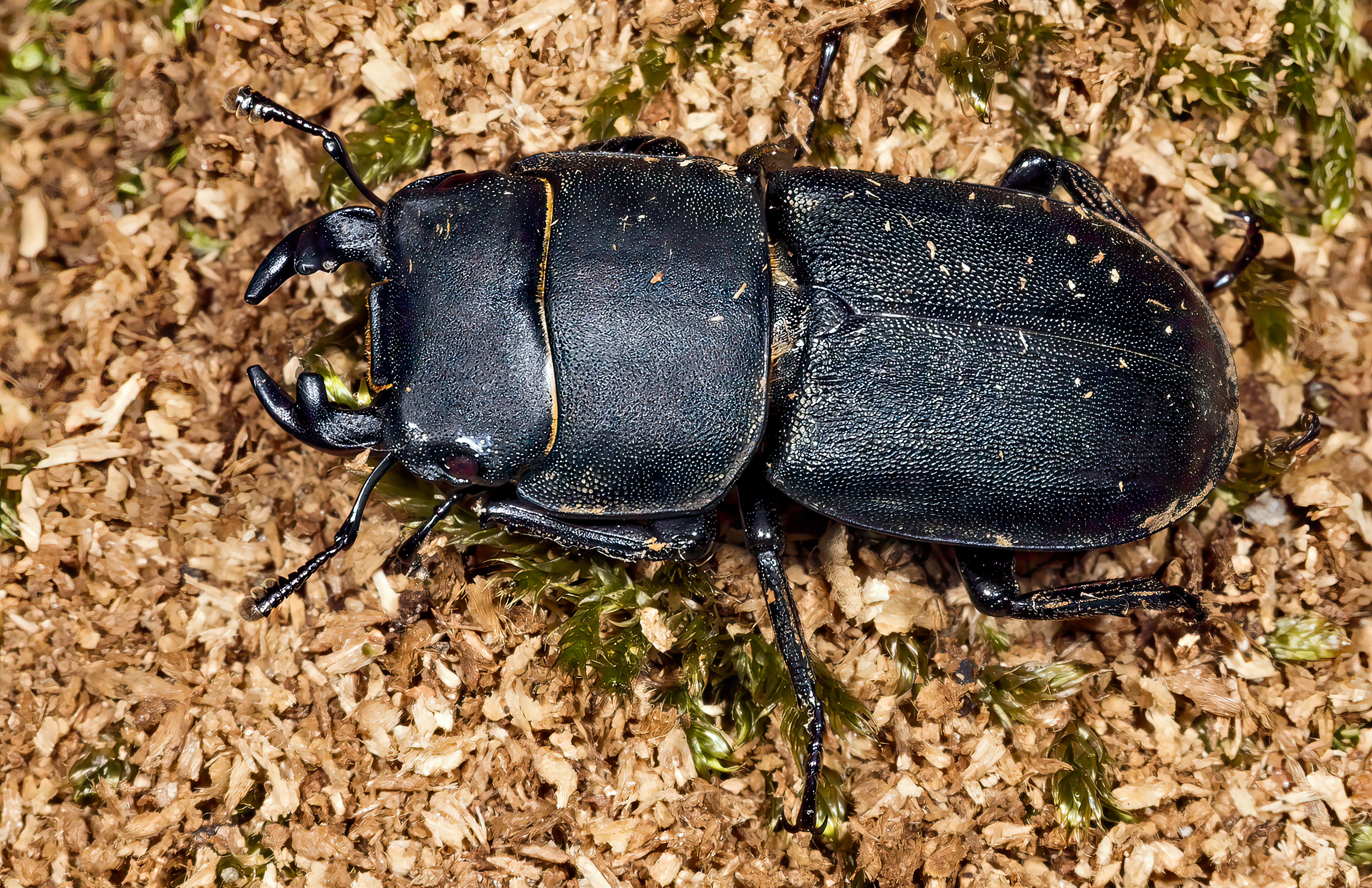
Dorcus parallelipipedus

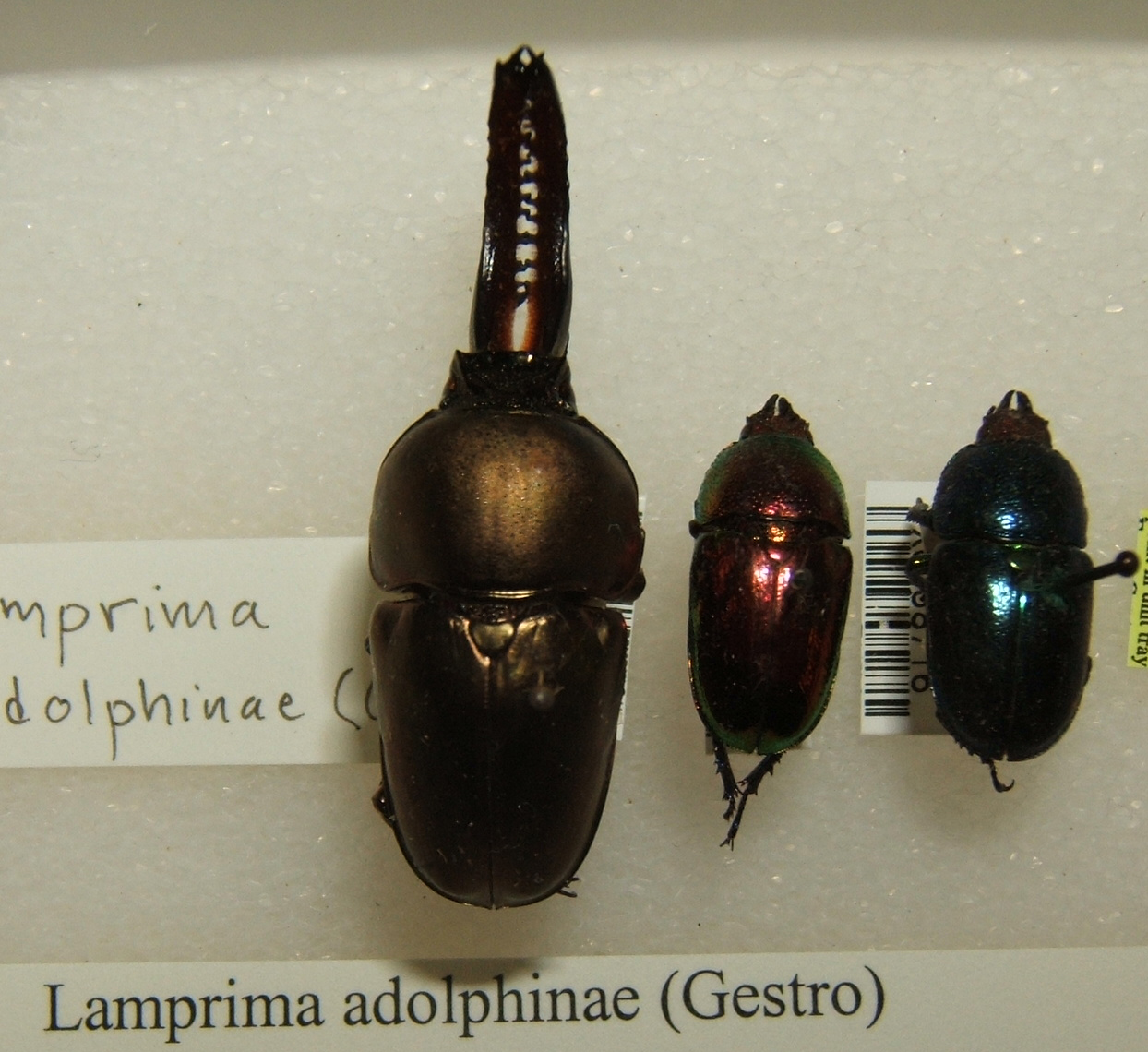
Lamprima adolphinae
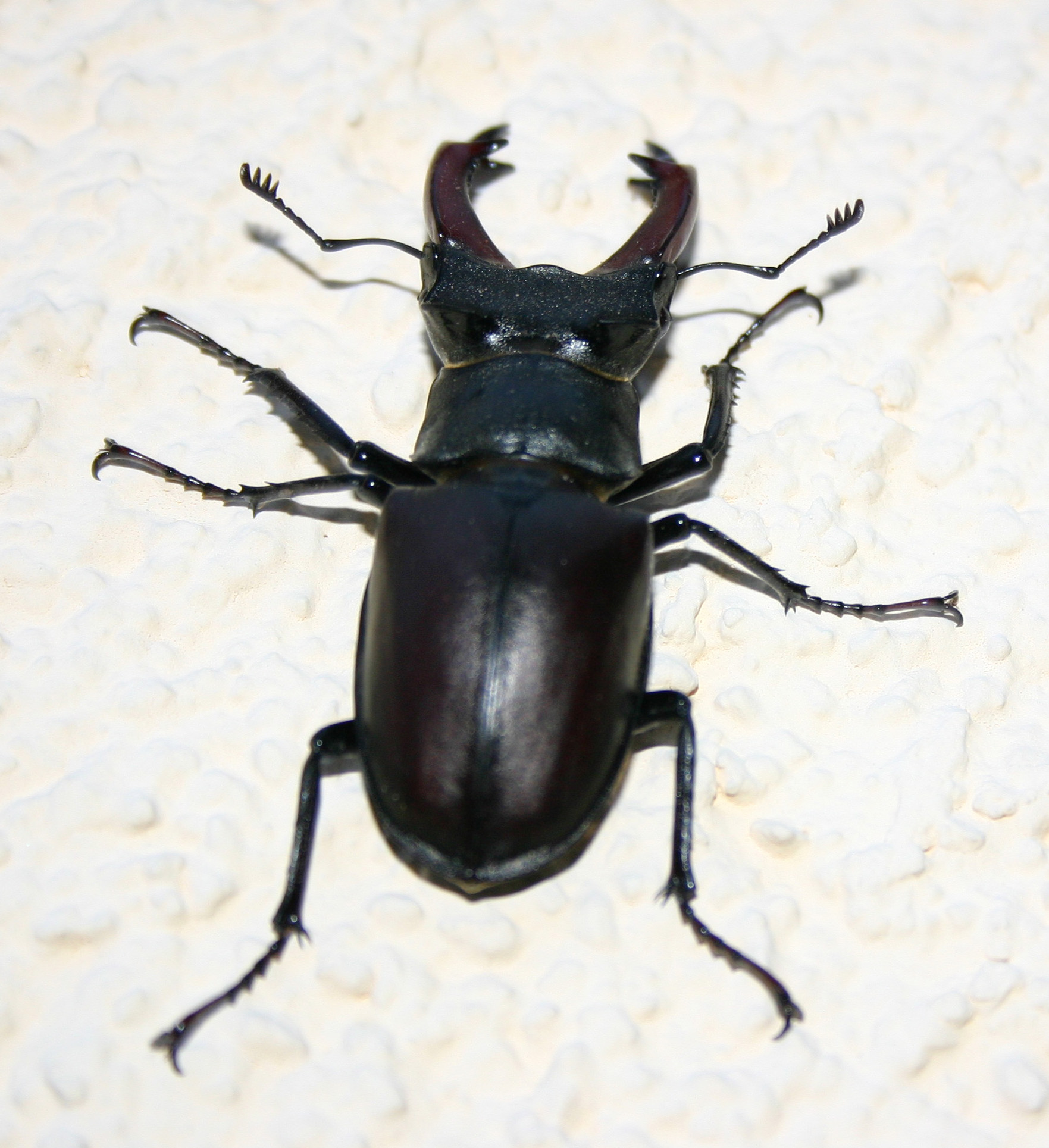
Con đực Lucanus cervus
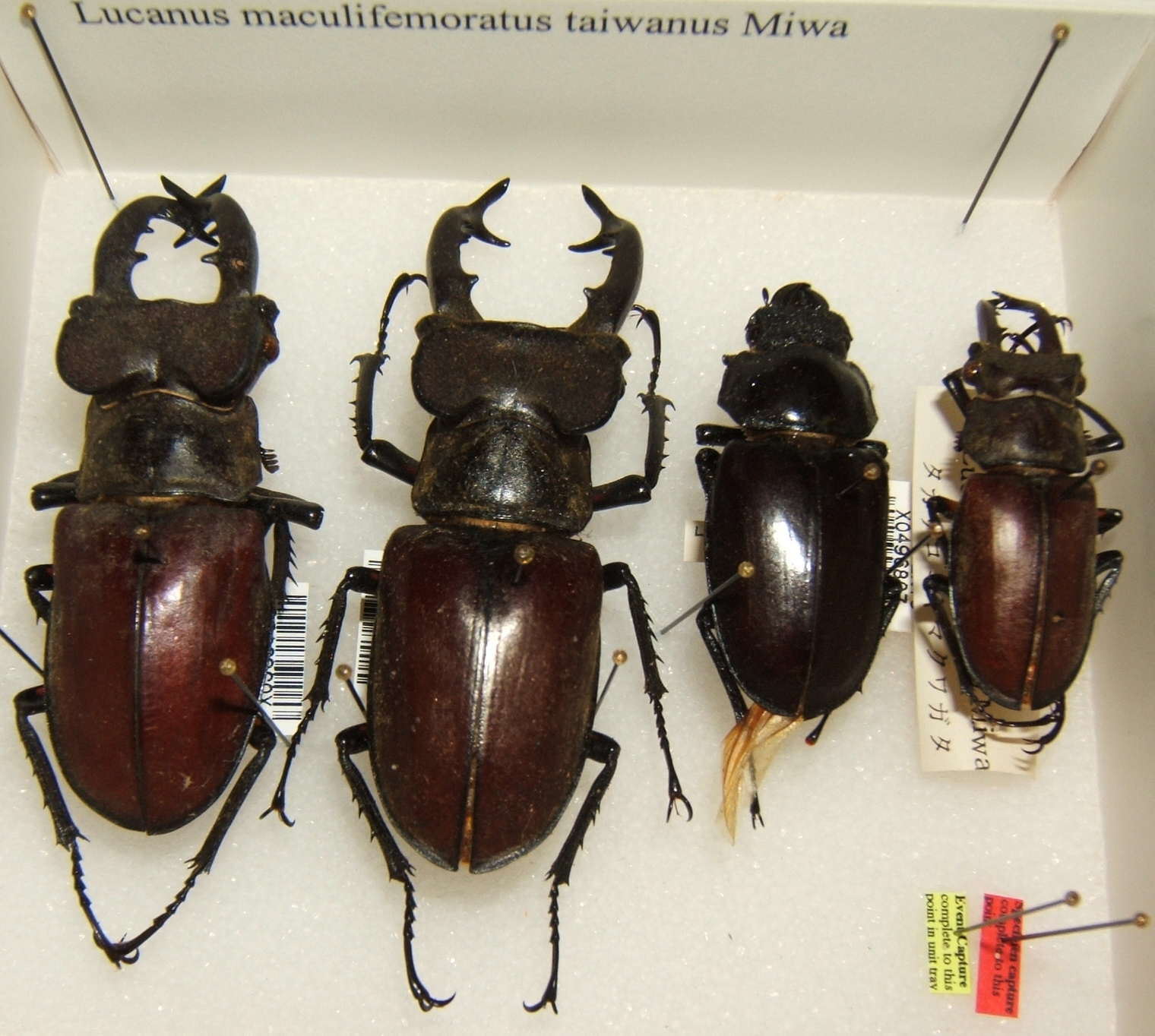
Lucanus maculifemoratus

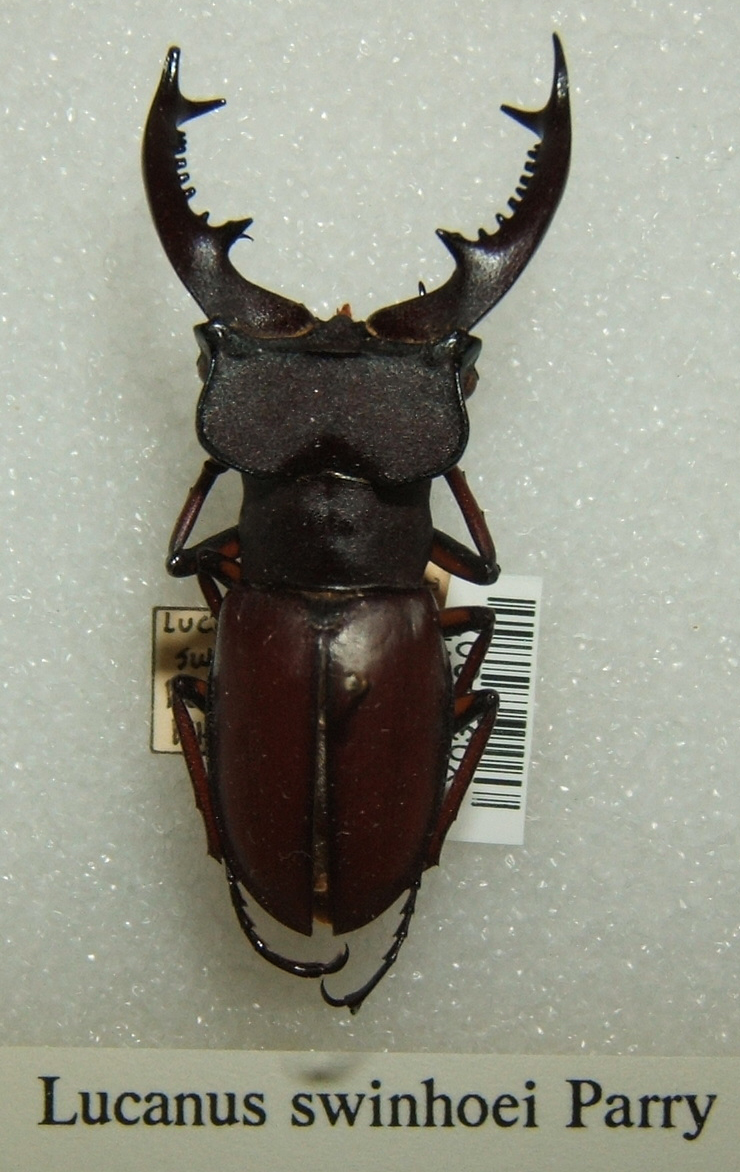
Lucanus swinhoei
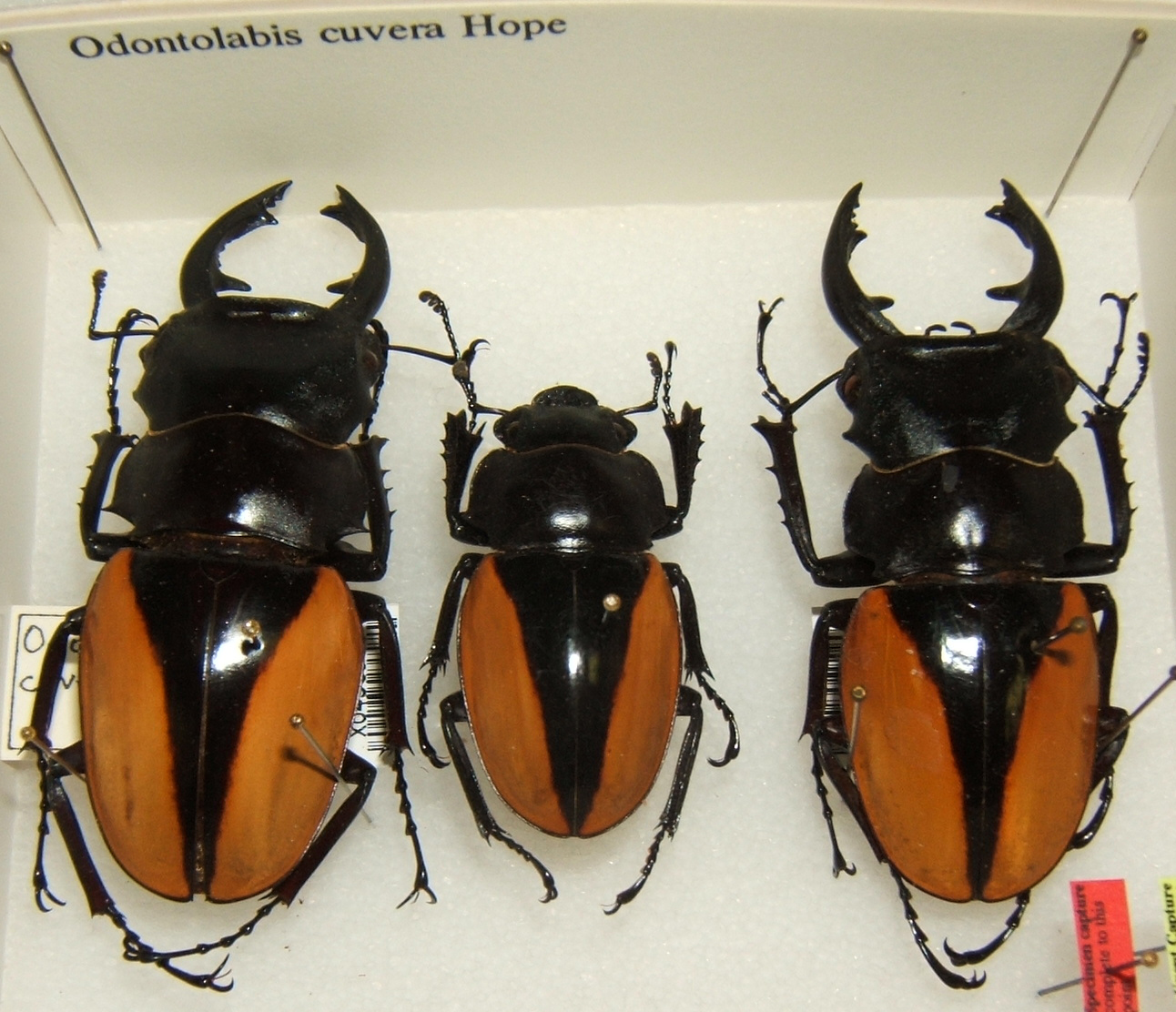
Odontolabis cuvera
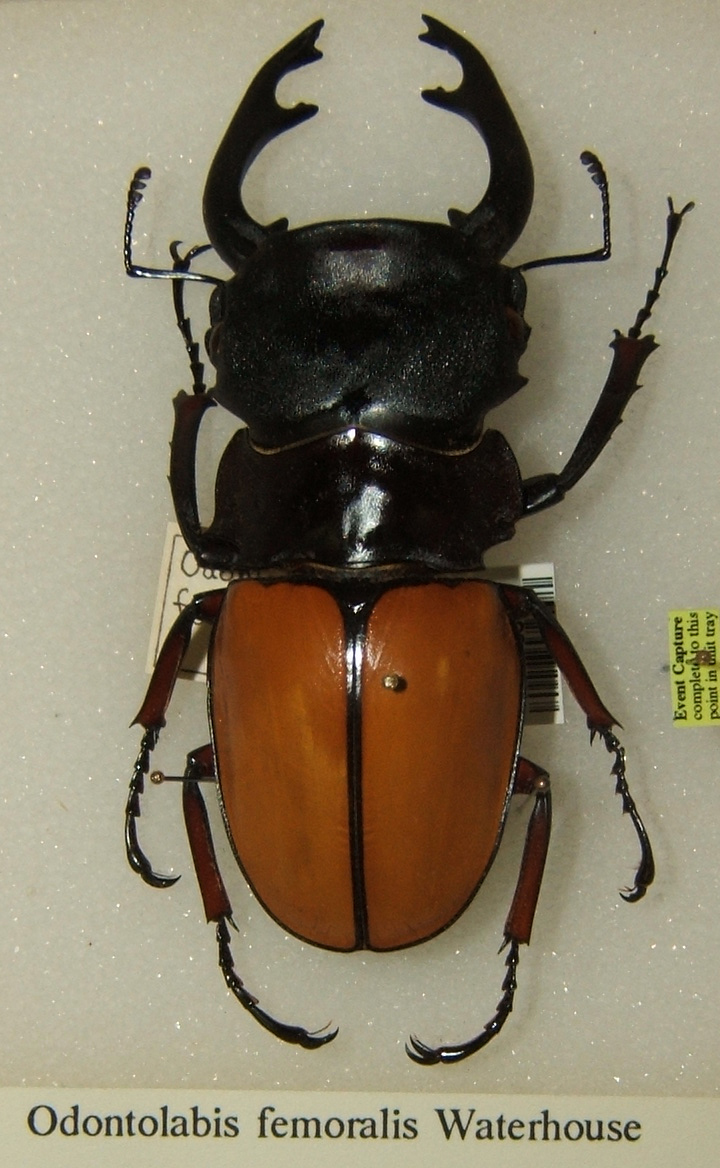
Odontolabis femoralis

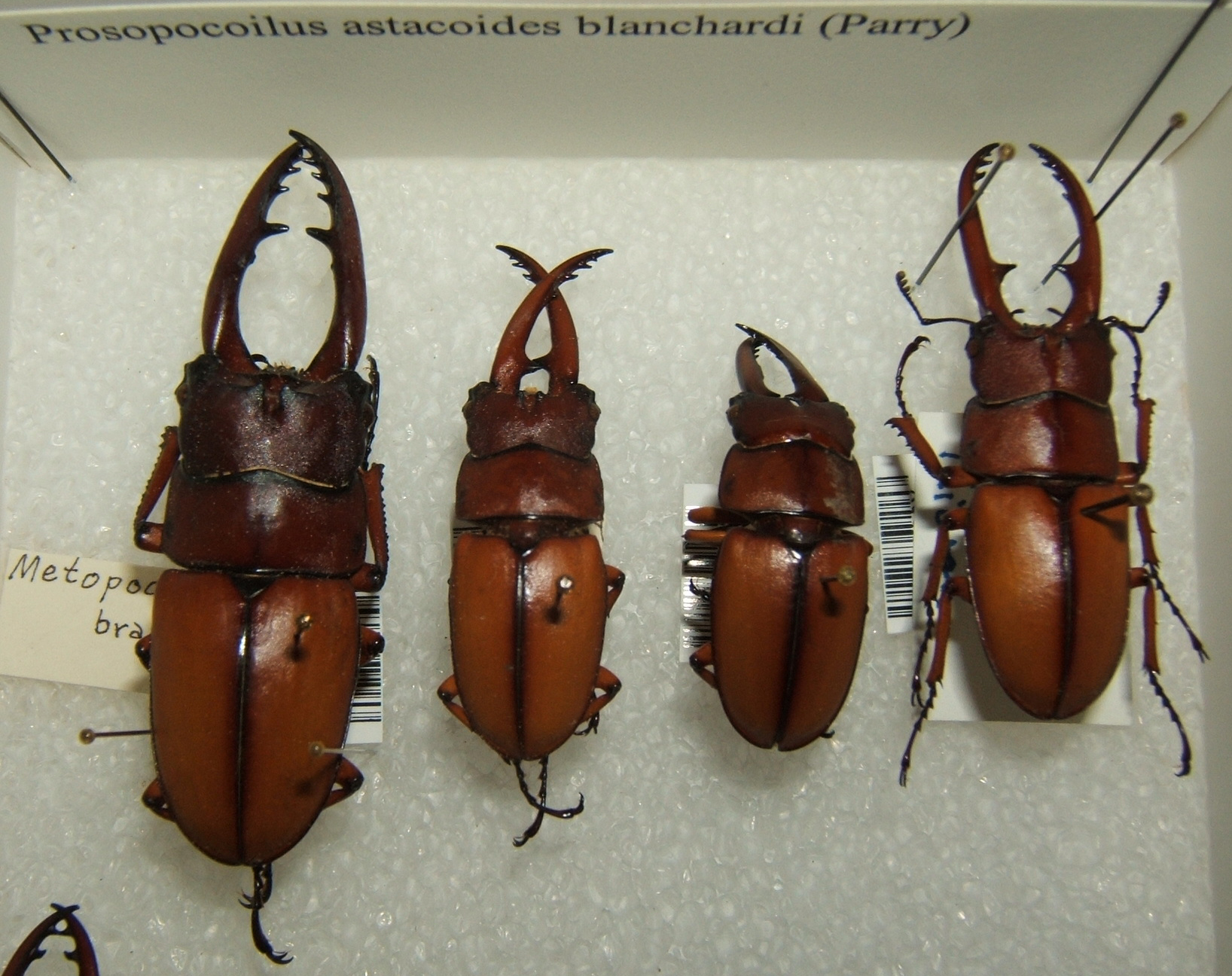
Prosopocoilus astacoides
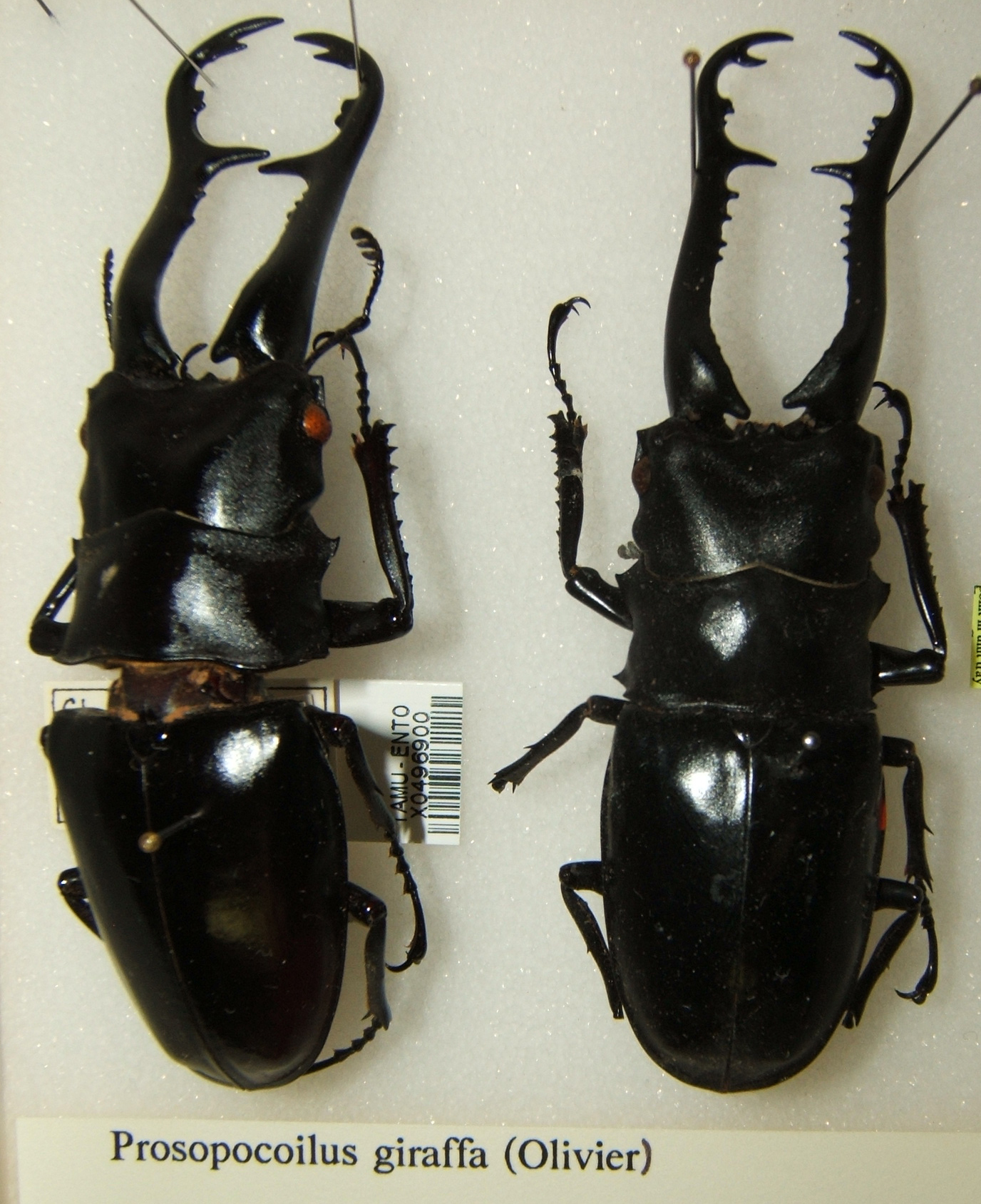
Prosopocoilus giraffa
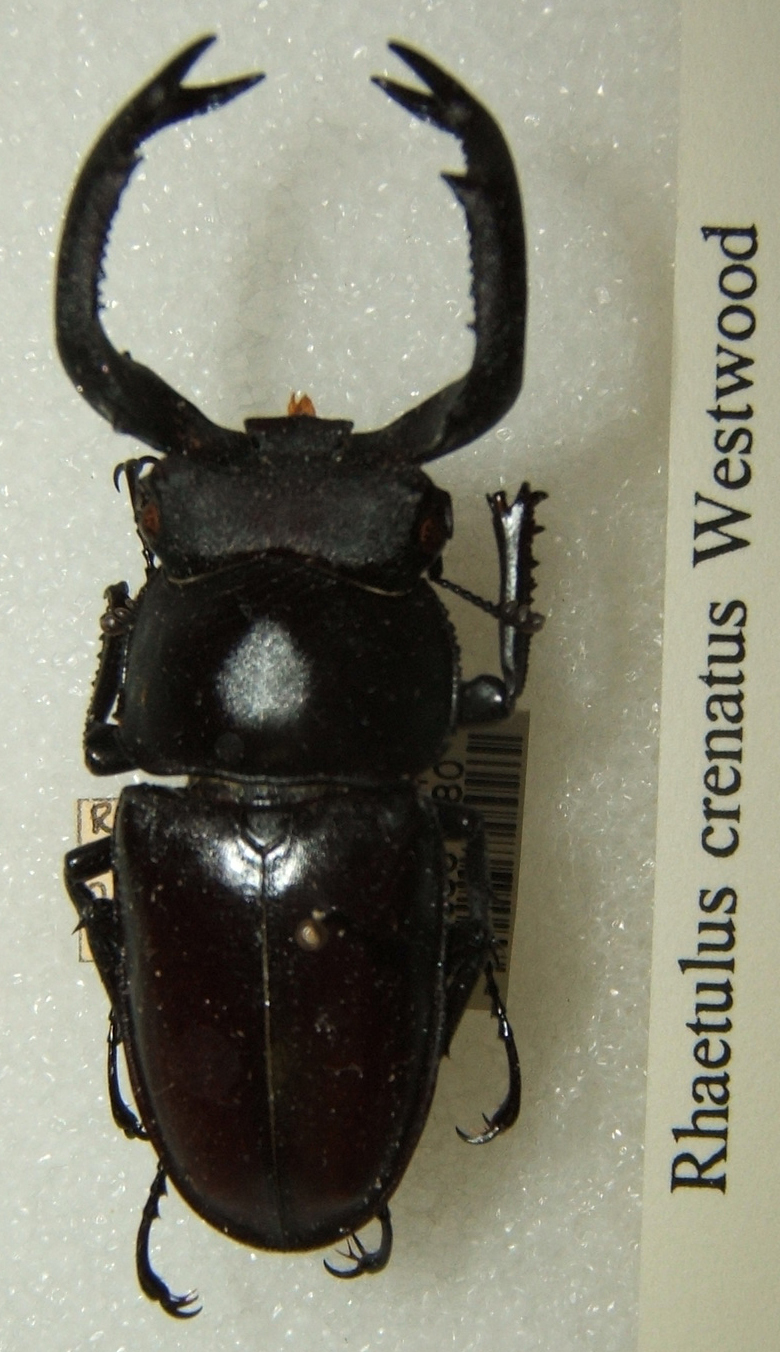
Rhaetulus crenatus